# OGLE-2006-BLG-109L
OGLE-2006-BLG-109L은 궁수자리에 있는 별로, 지구에서 4,900광년 떨어져 있다. 이 별의 분광형은 정확히 확인되지 않았다. 2008년 기준으로 이 별 주위에 두 개의 외계 행성(중력 렌즈를 통해 발견)이 존재하는 것으로 확인되어 있다. 두 행성이 어머니 항성에서 떨어져 있는 양상은 마치 우리 태양계의 목성과 토성이 위치하고 있는 형상과 비슷하다.

## 행성계
OGLE-2006-BLG-109L은 적어도 두 개의 행성(b: 목성질량의 0.71배, c: 목성질량의 0.27배)을 거느리고 있다. 이들의 질량, 항성으로부터의 거리, 균형 온도 등에 의거하면 이들은 태양계의 목성, 토성과 흡사하다.
두 행성은 중력 렌즈를 이용하여 포착됐으며, 2008년 2월 14일 microFUN, MOA, PLANET, RoboNet의 협력 작업을 통해 발견되었다.
| 동반천체 (가까운 순서) | 질량 (MJ)   | 공전주기 (일) | 공전궤도 반지름 (AU) | 이심률 |
| ---------------------- | ----------- | ------------- | -------------------- | ------ |
| b                      | 0.71 ± 0.08 | 1,825 ± 365   | 2.3 ± 0.2            | (불명) |
| c                      | 0.27 ± 0.03 | 5,100 ± 730   | 4.6 ± 0.5            | 0.11   |

## 같이 보기
- 큰곰자리 47
- OGLE-2005-BLG-390L
- Wow! 신호